# سباق طواف فرنسا 2008
سباق طواف فرنسا 2008 من سلسلة سباقات سباق طواف فرنسا. أقيم هذا السباق في تاريخ 05-27 يوليو، 2008 على 21 مراحل. بعد مرور 87 ساعة و52 دقيقة و52 ثانية وبعد طي 3559 كم بمتوسط 40.5 كم في الساعة فاز بالميدالية الذهبية كارلوس ساستري من إسبانيا، فيما حصد كاديل ايفانز من أستراليا الميدالية الفضية، وكانت الميدالية البرونزية من نصيب من .

## الميداليات
| ذهب                     | فضة                     | برونز    |
| كارلوس ساستري - إسبانيا | كاديل ايفانز - أستراليا | - [[\|]] |